# Seznam kulturních památek v Neveklově
Tento seznam nemovitých kulturních památek ve městě Neveklov v okrese Benešov vychází z  Ústředního seznamu kulturních památek ČR, který na základě zákona č. 20/1987 Sb., o státní památkové péči, vede Národní památkový ústav jako ústřední organizace státní památkové péče. Údaje jsou průběžně upřesňovány, přesto mohou obsahovat i řadu věcných a formálních chyb a nepřesností či být neaktuální. 
Pokud byly některé části dotčeného území vyčleněny do samostatných seznamů, měly by být odkazy na tyto dílčí seznamy uvedeny v úvodu tohoto seznamu nebo v úvodu příslušné sekce seznamu.

## Neveklov
|  | Kategorie „Jewish cemetery in Neveklov “ na Wikimedia Commons | Hledat fotografie a kategorie ve Wikimedia Commons podle rejstříkového čísla památky | Nahrát snímek k tomuto tématu do úložiště Wikimedia Commons |  |

|  | Kategorie „Milestone in Neveklov “ na Wikimedia Commons | Hledat fotografie a kategorie ve Wikimedia Commons podle rejstříkového čísla památky | Nahrát snímek k tomuto tématu do úložiště Wikimedia Commons |  |

|  | Kategorie „Synagogue (Neveklov)‎ “ na Wikimedia Commons | Hledat fotografie a kategorie ve Wikimedia Commons podle rejstříkového čísla památky | Nahrát snímek k tomuto tématu do úložiště Wikimedia Commons |  |

|  | Kategorie „Column shrine at Náměstí Jana Heřmana “ na Wikimedia Commons | Hledat fotografie a kategorie ve Wikimedia Commons podle rejstříkového čísla památky | Nahrát snímek k tomuto tématu do úložiště Wikimedia Commons |  |

|  | Kategorie „Church of Saint Gall (Neveklov) “ na Wikimedia Commons | Hledat fotografie a kategorie ve Wikimedia Commons podle rejstříkového čísla památky | Nahrát snímek k tomuto tématu do úložiště Wikimedia Commons |  |

|  |  | Hledat fotografie a kategorie ve Wikimedia Commons podle rejstříkového čísla památky | Nahrát snímek k tomuto tématu do úložiště Wikimedia Commons |  |

|  | Kategorie „Chapel of Virgin Mary (Neveklov) “ na Wikimedia Commons | Hledat fotografie a kategorie ve Wikimedia Commons podle rejstříkového čísla památky | Nahrát snímek k tomuto tématu do úložiště Wikimedia Commons |  |

|  |  | Hledat fotografie a kategorie ve Wikimedia Commons podle rejstříkového čísla památky | Nahrát snímek k tomuto tématu do úložiště Wikimedia Commons |  |

|  | Kategorie „Column shrine in Neveklov “ na Wikimedia Commons | Hledat fotografie a kategorie ve Wikimedia Commons podle rejstříkového čísla památky | Nahrát snímek k tomuto tématu do úložiště Wikimedia Commons |  |

## Tloskov
K. ú. Neveklov.
| Památka                   | Fotografie                                       | Rejstříkové číslo v ÚSKP                                                             | Sídelní útvar                                               | Poloha                                                               | Popis a poznámky |
| ------------------------- | ------------------------------------------------ | ------------------------------------------------------------------------------------ | ----------------------------------------------------------- | -------------------------------------------------------------------- | --- |
| Zámek Tloskov (Q30857823) | \| \| \| \| \| \|                                | 10557/2-2874 Pam. katalog MIS                                                        | Tloskov                                                     | Tloskov 1, (2), 3, 10, 12, 20 49°45′33,86″ s. š., 14°31′32,39″ v. d. | Zámek Tloskov - zámek čp. 1 - čp. 2 (bez staveb) - čp. 22 (bez staveb) - rybník, parc. 1082 - čp. 3 - čp. 20 - pivovar, parc. 1090 - čp. 12 - trafostanice (bez staveb), parc. 1094 - hospodářský dvůr, parc. 1098/1–1098/7 - čp. 10 - další parcely uvedeny v MonumNetu Ze 16. století vznikl renesanční zámek rozšířením tvrze. Po roce 1670 upravený raně barokně, za Pachtů z Rájova v 18. století pozdně barokně přestavěný a rozšířený. Ve 30. letech 19. století jej nechal přestavět Jacques Louis des Poutales. V letech 1914 a 1921–1923 novobarokní proměna zahradního průčelí, roku 1935 doplněn partikus. · Zapsáno do státního seznamu před rokem 1988. |
|                           | Kategorie „Tloskov Castle “ na Wikimedia Commons | Hledat fotografie a kategorie ve Wikimedia Commons podle rejstříkového čísla památky | Nahrát snímek k tomuto tématu do úložiště Wikimedia Commons |                                                                      | |

## Bělice
| Památka                                 | Fotografie                                                                 | Rejstříkové číslo v ÚSKP                                                             | Sídelní útvar                                               | Poloha                                                    | Popis a poznámky |
| --------------------------------------- | -------------------------------------------------------------------------- | ------------------------------------------------------------------------------------ | ----------------------------------------------------------- | --------------------------------------------------------- | --- |
| Kostel svaté Maří Magdalény (Q36866326) | \| \| \| \| \| \|                                                          | 37549/2-5 Pam. katalog MIS                                                           | Bělice                                                      | st. 1/1, 1/2, pp. 1 49°45′55,1″ s. š., 14°28′17,11″ v. d. | Kostel sv. Maří Magdalény: - kostel, st. 1/1 - márnice, st. 1/2 - ohradní zeď s branami, pp. 1 · Zapsáno do státního seznamu před rokem 1988. |
|                                         | Kategorie „Church of Saint Mary Magdalene in Bělice “ na Wikimedia Commons | Hledat fotografie a kategorie ve Wikimedia Commons podle rejstříkového čísla památky | Nahrát snímek k tomuto tématu do úložiště Wikimedia Commons |                                                           | |

## Jablonná
| Památka                    | Fotografie        | Rejstříkové číslo v ÚSKP                                                             | Sídelní útvar                                               | Poloha                                                                | Popis a poznámky |
| -------------------------- | ----------------- | ------------------------------------------------------------------------------------ | ----------------------------------------------------------- | --------------------------------------------------------------------- | --- |
| Zámek Jablonná (Q30788698) | \| \| \| \| \| \| | 10952/2-63 Pam. katalog MIS                                                          | Jablonná                                                    | Jablonná 1, 2, 3, 4, 37, 38, 47 49°46′49,6″ s. š., 14°26′56,92″ v. d. | Zámek: - zámek čp. 1, st. 1 - dům čp. 2, st. 3/1 - dům čp. 3, st. 3/2, 3/4 - hospodářské křídlo čp. 47, st. 3/3 - stodoly s kolnami, st. 3/5, 3/6, 3/7 - st. 3/8, 3/9, 3/10, 3/12, 3/13 - dům čp. 37, st. 3/11 - dům čp. 38, st. 4/1 - provozní objekt, st. 4/2 - st. 4/3 - park, ohradní zeď, pp. 51, 52/1, park, pp. 53 - socha Vítězství (Flora), pp. 52/1 - socha hocha s loutnou, pp. 52/1 - socha ženy se zajícem, pp. 52/1 - socha ženy s hroznem, pp. 52/1, - socha lovce s laní, pp. 52/1 - socha chlapce s psíčkem, pp. 52/1 - pp. 52/2, 52/3, 52/4, 52/5, 52/7, 52/8, 52/9 - obora, pp. 58, 62/1, 62/2, 62/3, 62/4 - ohradní zeď obory, pp. 62/1, 62/2, 62/4 - pp. 899, 925, 969/1, 969/4, 969/5, 975 · Zapsáno do státního seznamu před rokem 1988. |
|                            |                   | Hledat fotografie a kategorie ve Wikimedia Commons podle rejstříkového čísla památky | Nahrát snímek k tomuto tématu do úložiště Wikimedia Commons |                                                                       | |

## Mlékovice
| Památka          | Fotografie                                       | Rejstříkové číslo v ÚSKP                                                             | Sídelní útvar                                               | Poloha                                                                             | Popis a poznámky                                    |
| ---------------- | ------------------------------------------------ | ------------------------------------------------------------------------------------ | ----------------------------------------------------------- | ---------------------------------------------------------------------------------- | --------------------------------------------------- |
| Tvrz (Q37821409) | \| \| \| \| \| \|                                | 29359/2-3955 Pam. katalog MIS                                                        | Mlékovice                                                   | v čele hospodářského dvora čp. 1, st. 151/1 49°46′40,58″ s. š., 14°30′56,77″ v. d. | Tvrz · Zapsáno do státního seznamu před rokem 1988. |
|                  | Kategorie „Tvrz Mlékovice “ na Wikimedia Commons | Hledat fotografie a kategorie ve Wikimedia Commons podle rejstříkového čísla památky | Nahrát snímek k tomuto tématu do úložiště Wikimedia Commons |                                                                                    |                                                     |

## Chvojínek
K. ú. Neštětice.
| Památka                            | Fotografie                                                               | Rejstříkové číslo v ÚSKP                                                             | Sídelní útvar                                               | Poloha                                               | Popis a poznámky |
| ---------------------------------- | ------------------------------------------------------------------------ | ------------------------------------------------------------------------------------ | ----------------------------------------------------------- | ---------------------------------------------------- | --- |
| Kostel svatého Václava (Q37168127) | \| \| \| \| \| \|                                                        | 25800/2-139 Pam. katalog MIS                                                         | Chvojínek                                                   | návrší, st. 28 49°46′0,34″ s. š., 14°33′33,11″ v. d. | Kostel sv. Václava: - kostel, st. 28 - ohradní zeď s branou, pp. 1398 - kamenný kříž, pp. 1399 · Zapsáno do státního seznamu před rokem 1988. |
|                                    | Kategorie „Church of Saint Wenceslaus (Chvojínek) “ na Wikimedia Commons | Hledat fotografie a kategorie ve Wikimedia Commons podle rejstříkového čísla památky | Nahrát snímek k tomuto tématu do úložiště Wikimedia Commons |                                                      | |

## Přibyšice
| Památka                      | Fotografie        | Rejstříkové číslo v ÚSKP                                                             | Sídelní útvar                                               | Poloha                                            | Popis a poznámky |
| ---------------------------- | ----------------- | ------------------------------------------------------------------------------------ | ----------------------------------------------------------- | ------------------------------------------------- | --- |
| Stárkova chalupa (Q30856969) | \| \| \| \| \| \| | 46526/2-2867 Pam. katalog MIS                                                        | Přibyšice                                                   | Přibyšice 4 49°46′1,15″ s. š., 14°36′13,97″ v. d. | Venkovská usedlost: celoroubený obytný dům, východně od domu roubená stodola, pozemek. Jádrem je obytné obdélné stavení se sedlovou střechou (nad komorou zvalbenou). Dům je trojdílný, komorového typu, s patrovou hospodářskou částí. Na nosném trámu stropu místnosti vytesán letopočet 1717. V dolní části vsi, přiléhající k silnici do obce Tisem. Březinova, později Stárkova chalupa. Údajně nejstarší roubený dům ve Středních Čechách. Památkově chráněno od 27. listopadu 1974. |
|                              |                   | Hledat fotografie a kategorie ve Wikimedia Commons podle rejstříkového čísla památky | Nahrát snímek k tomuto tématu do úložiště Wikimedia Commons |                                                   | |

## Kožlí
K. ú. Přibyšice.
| Památka                | Fotografie                                                      | Rejstříkové číslo v ÚSKP                                                             | Sídelní útvar                                               | Poloha                                            | Popis a poznámky                                                                                                  |
| ---------------------- | --------------------------------------------------------------- | ------------------------------------------------------------------------------------ | ----------------------------------------------------------- | ------------------------------------------------- | --- |
| Vodní mlýn (Q37429584) | \| \| \| \| \| \|                                               | 103975 Pam. katalog MIS                                                              | Kožlí                                                       | Kožlí če. 2 49°46′9,16″ s. š., 14°37′20,26″ v. d. | Vodní mlýn: obytná budova s mlýnicí a hospodářským křídlem, stodola, náhon Památkově chráněno od 18. června 2010. |
|                        | Kategorie „Watermill in Kožlí (Neveklov) “ na Wikimedia Commons | Hledat fotografie a kategorie ve Wikimedia Commons podle rejstříkového čísla památky | Nahrát snímek k tomuto tématu do úložiště Wikimedia Commons |                                                   | |